# Meringium triangulare
Meringium triangulare là một loài thực vật có mạch trong họ Hymenophyllaceae. Loài này được (Baker) Copel. miêu tả khoa học đầu tiên năm 1938.